# آنوپریا گوئنکا
آنوپریا گوئنکا (انگلیسی: Anupriya Goenka؛ زادهٔ ۲۹ مهٔ ۱۹۸۷) بازیگر و مدل اهل هند است.
از فیلم‌ها یا برنامه‌های تلویزیونی که وی در آن نقش داشته‌است می‌توان به پادماواتی، جنگ و خاک سرزمین من اشاره کرد.